# Protosticta rufostigma
Protosticta rufostigma är en trollsländeart som beskrevs av Douglas E. Kimmins 1958. Protosticta rufostigma ingår i släktet Protosticta och familjen Platystictidae. IUCN kategoriserar arten globalt som livskraftig. Inga underarter finns listade i Catalogue of Life.